# Немський виступ

2а — Немський виступ

Не́мський ви́ступ (рос. Немский выступ) — геологічна структура першого порядку, яка бере участь у будові Татарського склепіння Російської платформи. Знаходиться в Кіровській області та Удмуртії.
Східні краї виступу заходять на територію Удмуртії в західній частині Сюмсинського, Селтинського, Красногорського і Юкаменського районів, на півночі — в межі Ярського і західної частини Глазовського районів. Від розташованого на сході Удмуртського виступу відокремлюється Кільмезьким грабенем. Структура занурена, в осадовому чохлі виражена лише по девонським, камяновугільним та нихньопермським відкладам. Породи верхньої пермі та тріасу нівелюють. Осади платформового чохла на території Удмуртії характеризуються слабким нафтопроявом.